# Gniezno
Gniezno (en alemán, Gnesen) es una ciudad polaca situada en el voivodato de Gran Polonia. Tiene una población estimada, a mediados de 2023, de 63 932 habitantes.
Es la capital administrativa del distrito homónimo.

## Historia

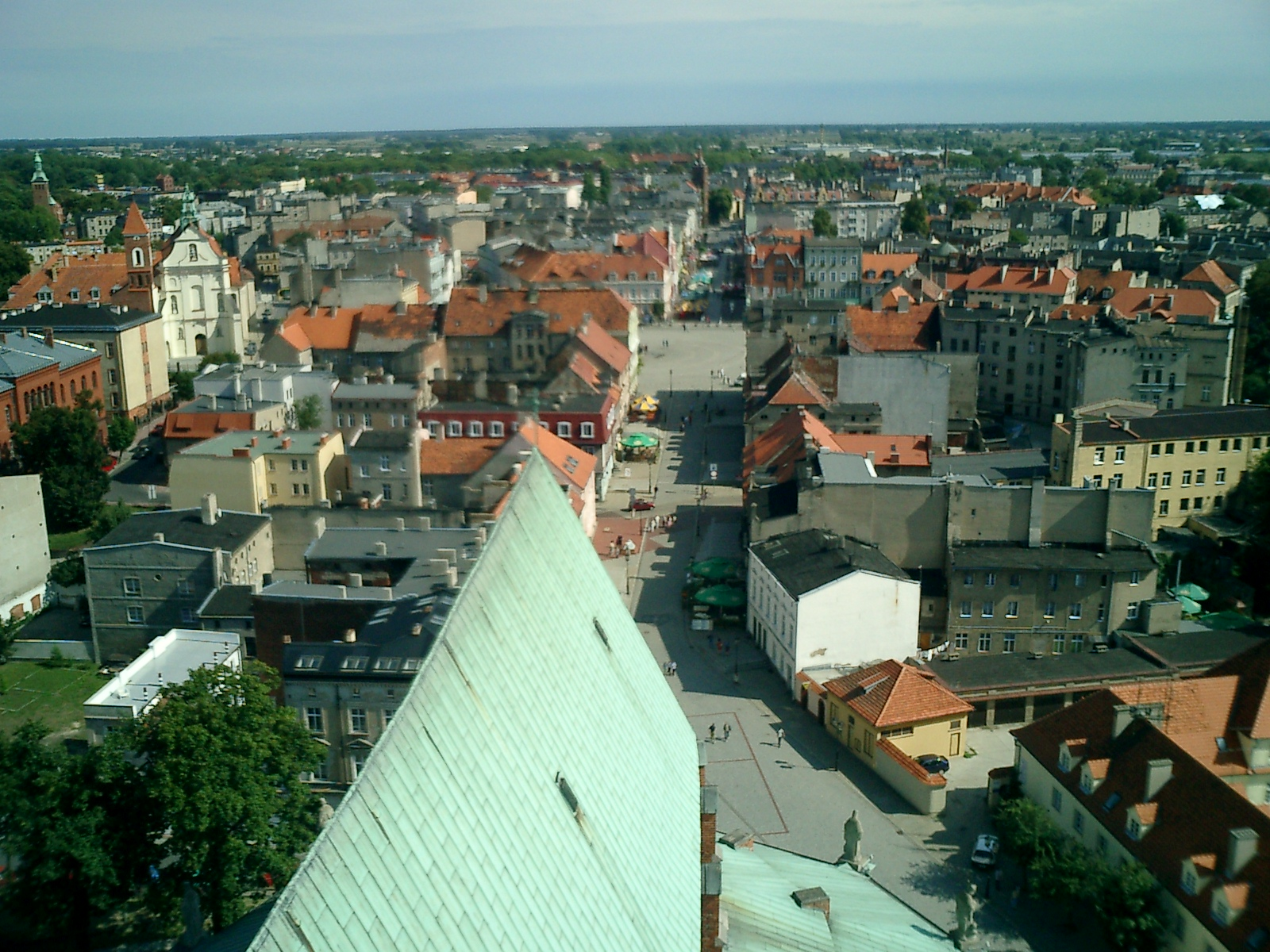
Vista desde la catedral de Gniezno.

Hay restos arqueológicos de asentamientos humanos de la época paleolítica superior. Tempranos asentamientos eslavos en las colinas Lech y Maiden datan del siglo VIII. A comienzos del siglo X fue un lugar sagrado para la mitología eslava. La fortaleza ducal se fundó en el 940 d. C. sobre la colina Lech, y estaba rodeada por algunos suburbios fortificados y asentamientos abiertos.

### Leyenda de Lech
Una de las fuentes escritas más antiguas que presenta la leyenda de Lech es la Crónica de la Gran Polonia, de autoría desconocida, del siglo XIII. Según el cronista, Lech era uno de los tres hijos del gobernante de Panonia, una provincia del Imperio Romano ubicada entre los ríos Sava y Danubio. Un día los hermanos partieron en busca de tierras de las que pudieran apoderarse. Lech vagó durante mucho tiempo a través de vastos bosques hasta que llegó a un lugar fértil situado al pie de una gran colina. En ese momento les propuso a sus hermanos construir un gniazdo allí. La palabra gniazdo significa "nido familiar". En interpretaciones posteriores, el significado de esta palabra se presentó de diferentes maneras, entre ellas: como el nido de un águila que levantó vuelo y que Lech debió ver, pero esto va más allá de la redacción original de la leyenda. Al final, el "nido" fundado por Lech se convirtió en la fortaleza (ciudad) de Gniezno, y el país bajo su gobierno se convirtió en Lechia, es decir, Polonia.

### Cuna del estado polaco
Ya desde la primera mitad del siglo X, Gniezno se convirtió en el bastión central del estado tribal polaco. En el naciente estado polaco, también llamado Estado de Gniezno, como lo confirma un documento de fines del siglo X, Gniezno sirvió como capital de la dinastía Piast.

### Gniezno en el año 1000
Aquí tuvo lugar el Congreso de Gniezno en el año 1000, durante el cual Boleslao I el Valiente (en polaco: Bolesław Chrobry), duque de Polonia, recibe al emperador Otón III del Sacro Imperio Romano Germánico. Durante el congreso se anunció solemnemente la decisión del Papa Silvestre II de establecer un arzobispado en Gniezno y obispados subordinados en Cracovia, Wrocław y Kołobrzeg.

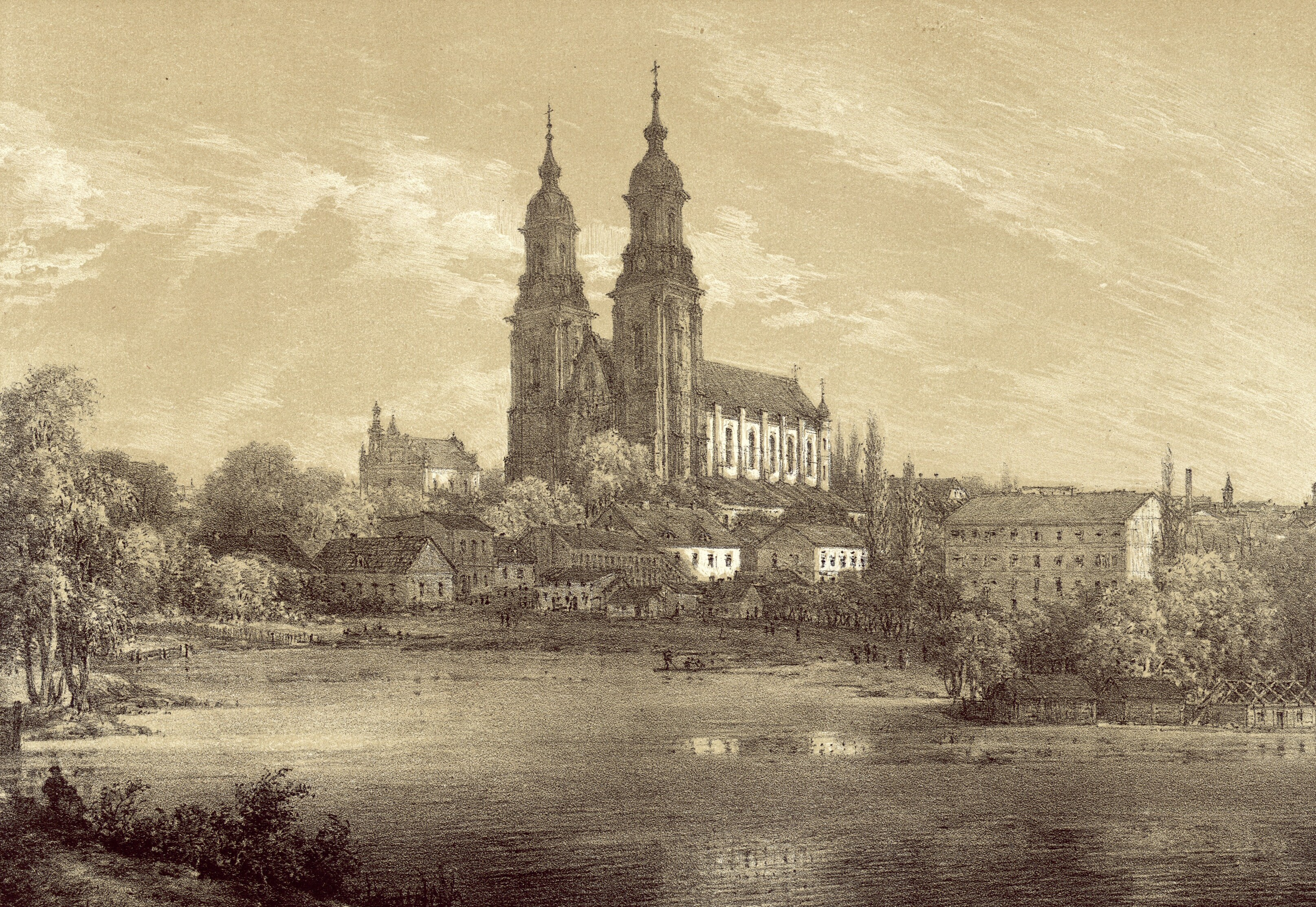
Catedral en Gniezno. Siglo XIX
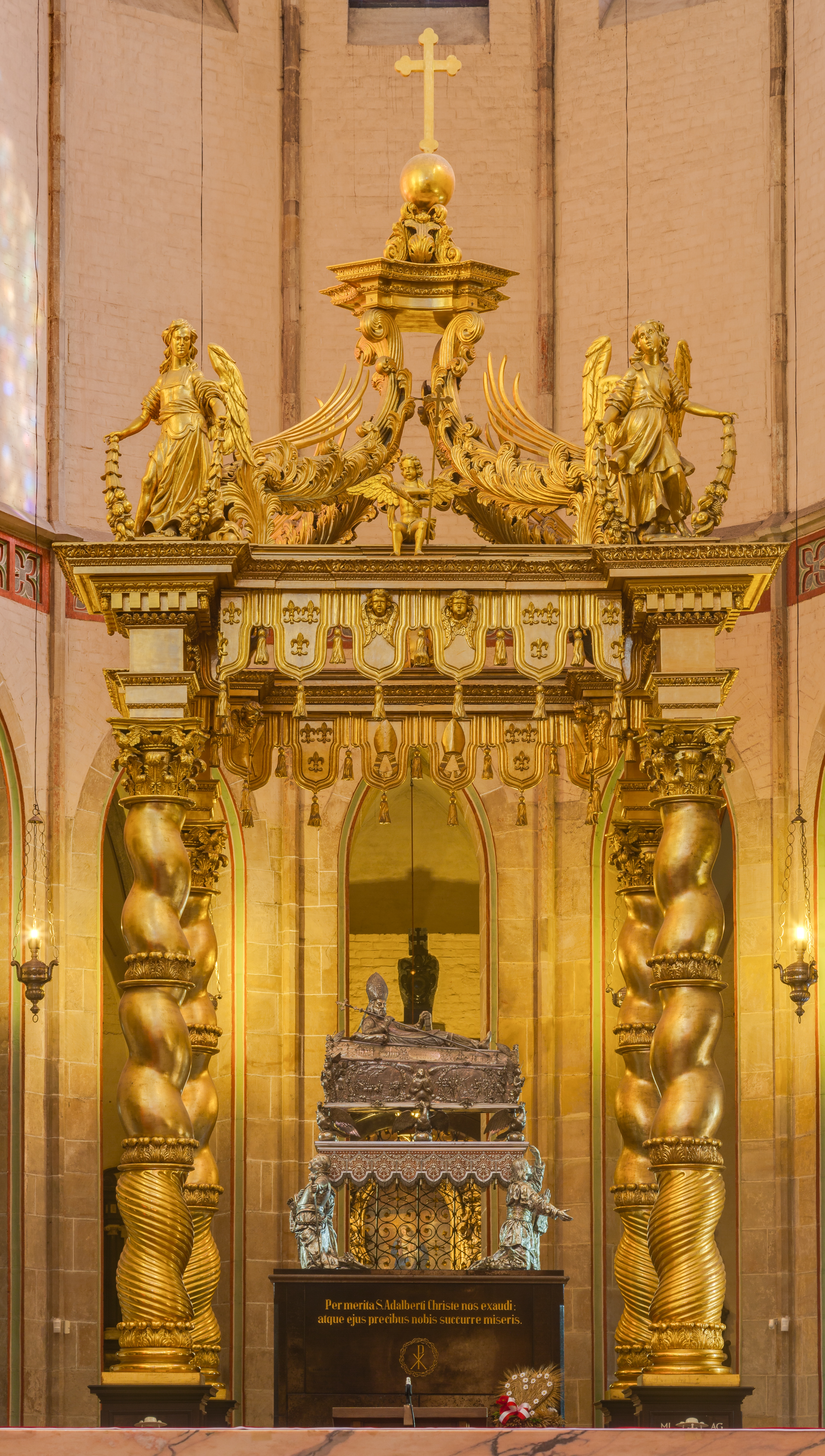
Reliquias de san Adalberto
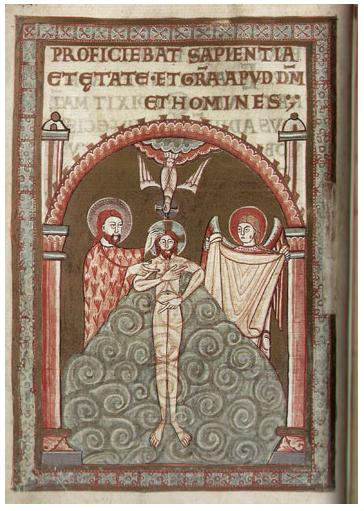
Codex Aureus Gnesnensis
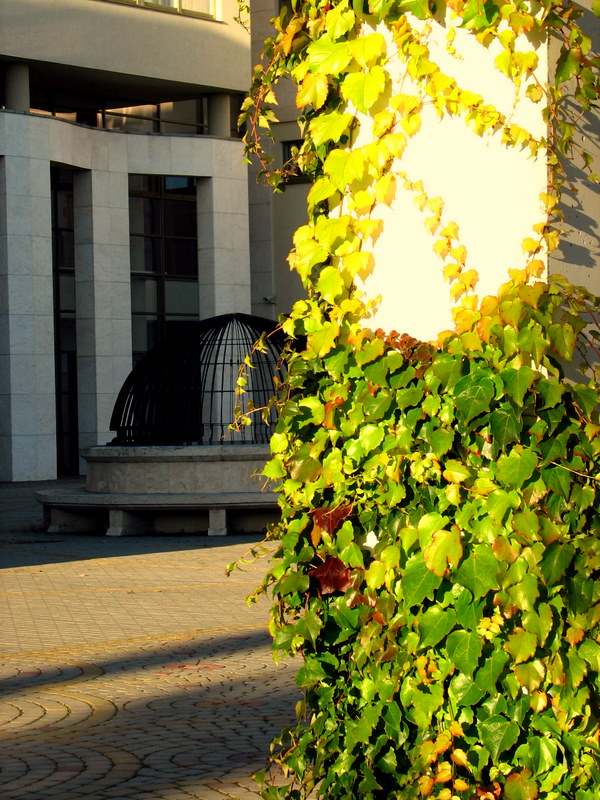
Collegio Europeo de Gniezno

### Lugar de la coronación real

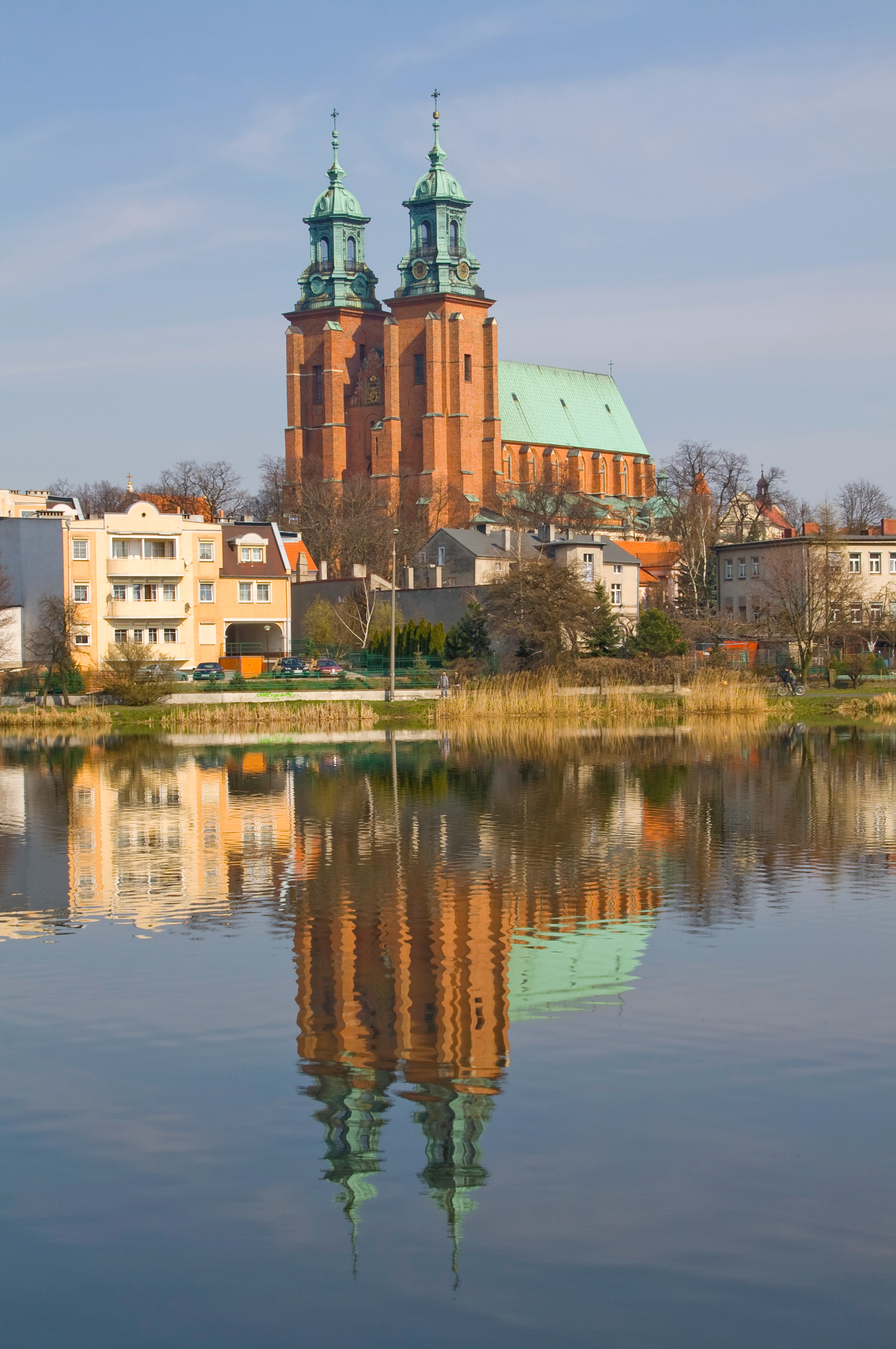
Catedral de Gniezno

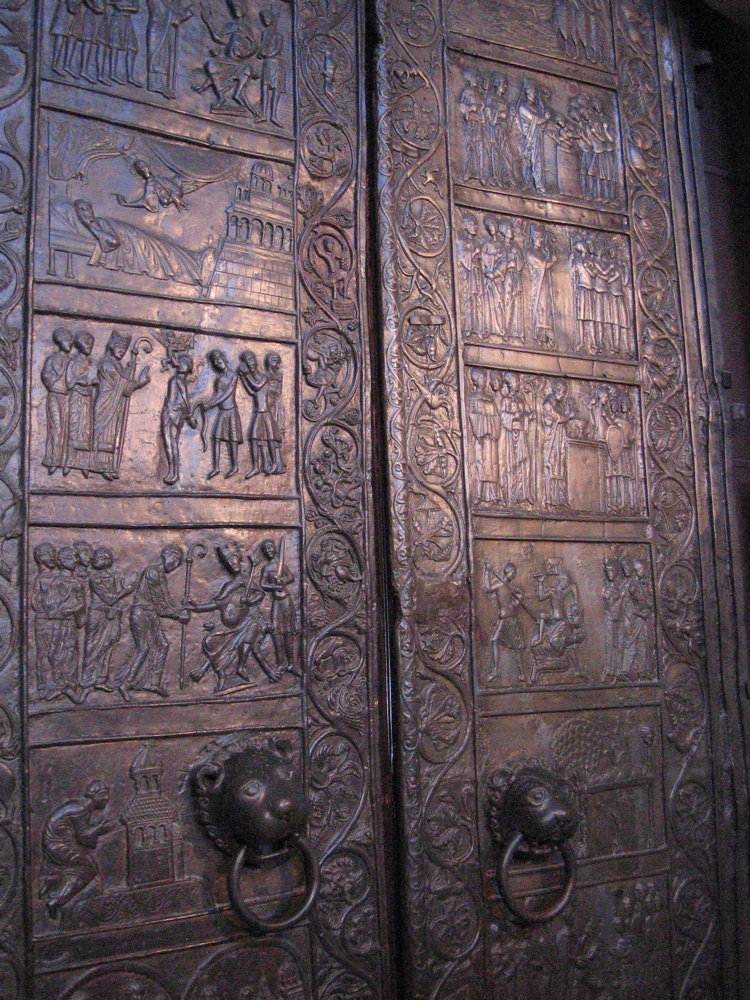
Puertas de Gniezno

En el siglo X Gniezno atestiguó las coronaciones reales de Boleslao I el Bravo y su hijo Mieszko II Lambert en 1025. La ciudad de Gniezno y la cercana  Poznań fueron capturadas, saqueadas y destruidas en 1038 por el duque bohemio Bretislav I, quien forzó a los nuevos mandatarios polacos a desplazar la capital de Polonia de Gniezno a Cracovia. La catedral arzobispal fue reconstruida por el siguiente mandatario Boleslao II, quien también fue coronado rey en Gniezno en 1076.
En los siglos posteriores Gniezno se desarrolló como centro regional de la parte oriental de Gran Polonia, y en 1238 se le otorgó la autonomía municipal por el duque Vladislao Odonic. Gniezno fue de nuevo lugar de coronaciones en los años 1295 y 1300.

### Centro regional de Gran Polonia
La ciudad volvió a ser destruida durante la invasión de la orden de los caballeros teutones en 1331, y tras una reforma administrativa pasó a ser condado dentro del Voivodato de Kalisz (desde el siglo XIV hasta 1768). Gniezno fue dañado por incendios importantes en 1515, 1613, fue destruido durante las guerras de invasión suecas en los siglos XVII y XVIII y por una plaga entre 1708-1710. Todo esto causó una merma en la cantidad de habitantes y en su economía, pero la ciudad se alzó de nuevo en el siglo XVIII para llegar a ser el Voivodato de Gniezno en 1768.

## Arzobispos de Gniezno
El arzobispo católico de Gniezno es tradicionalmente el Primado de Polonia (Prymas Polski). Tras la particiones de Polonia este privilegio fue combinado con otros, primero con Poznań y más tarde con Varsovia. En 1992 el papa Juan Pablo II reorganizó la jerarquía polaca y la ciudad, de nuevo, contó con un obispo propio. El cardenal Józef Glemp, quien había sido arzobispo de Gniezno y Varsovia y había conservado Varsovia, fue designado a conservar el Primado hasta su retiro, pero después de eso el arzobispo de Gniezno Henryk Muszyński será de nuevo Primado de Polonia.

## Coronaciones reales en la catedral de Gniezno
- 25 de diciembre de 1024: Boleslao I el Bravo
- 25 de diciembre de 1025: Miecislao II Lampert y su esposa Richensa de Lotharingia
- 25 de diciembre de 1076:  Boleslao el Generoso y su esposa Wyszesława de Kiev
- 26 de junio de 1295: Przemysl II y su esposa Margaret de Brandeburgo
- Agosto de 1300: Wenceslao II de Bohemia

## Evolución histórica de la población
- 1912: 25,339 habitantes
- 1980: 62,400 habitantes
- 1990: 70,400 habitantes
- 1995: 71,000 habitantes

## Educación
- Colegio Europeo de Gniezno (parte de la Universidad Adam Mickiewicz de Poznan)
- La escuela de Gniezno de Humanismo y Management - Millennium (Gnieźnieńska Wyższa Szkoła Humanistyczno-Menedżerska Millennium)
- El seminario eclesiástico del arzobispado (Prymasowskie Wyższe Seminarium)

## Arte y cultura
- Teatro Aleksander Fredro (Teatr im. A. Fredry)
- Museo de los Orígenes del Estado polaco (Muzeum Początków Państwa Polskiego)

## Galería de imágenes

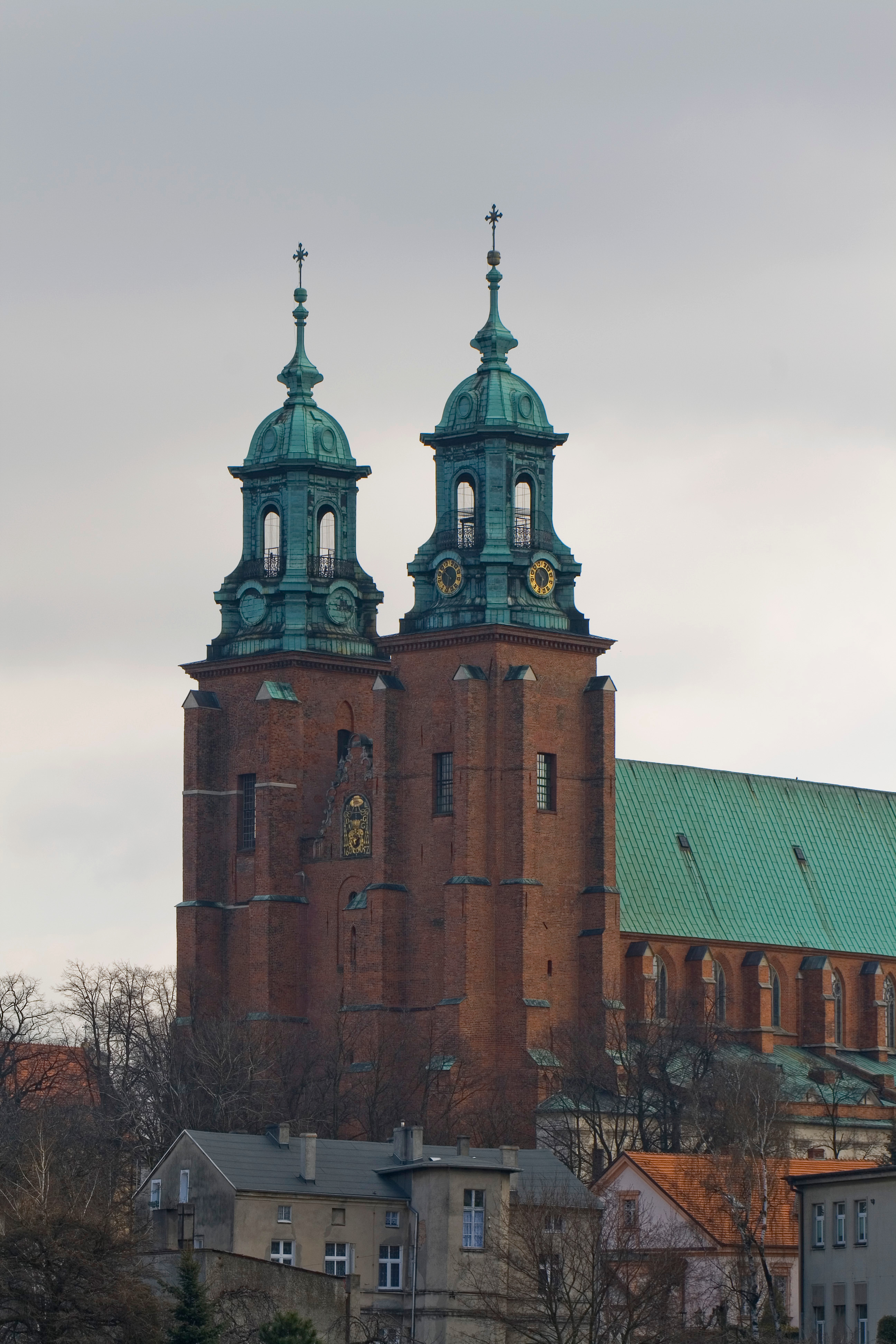
Catedral de Gniezno
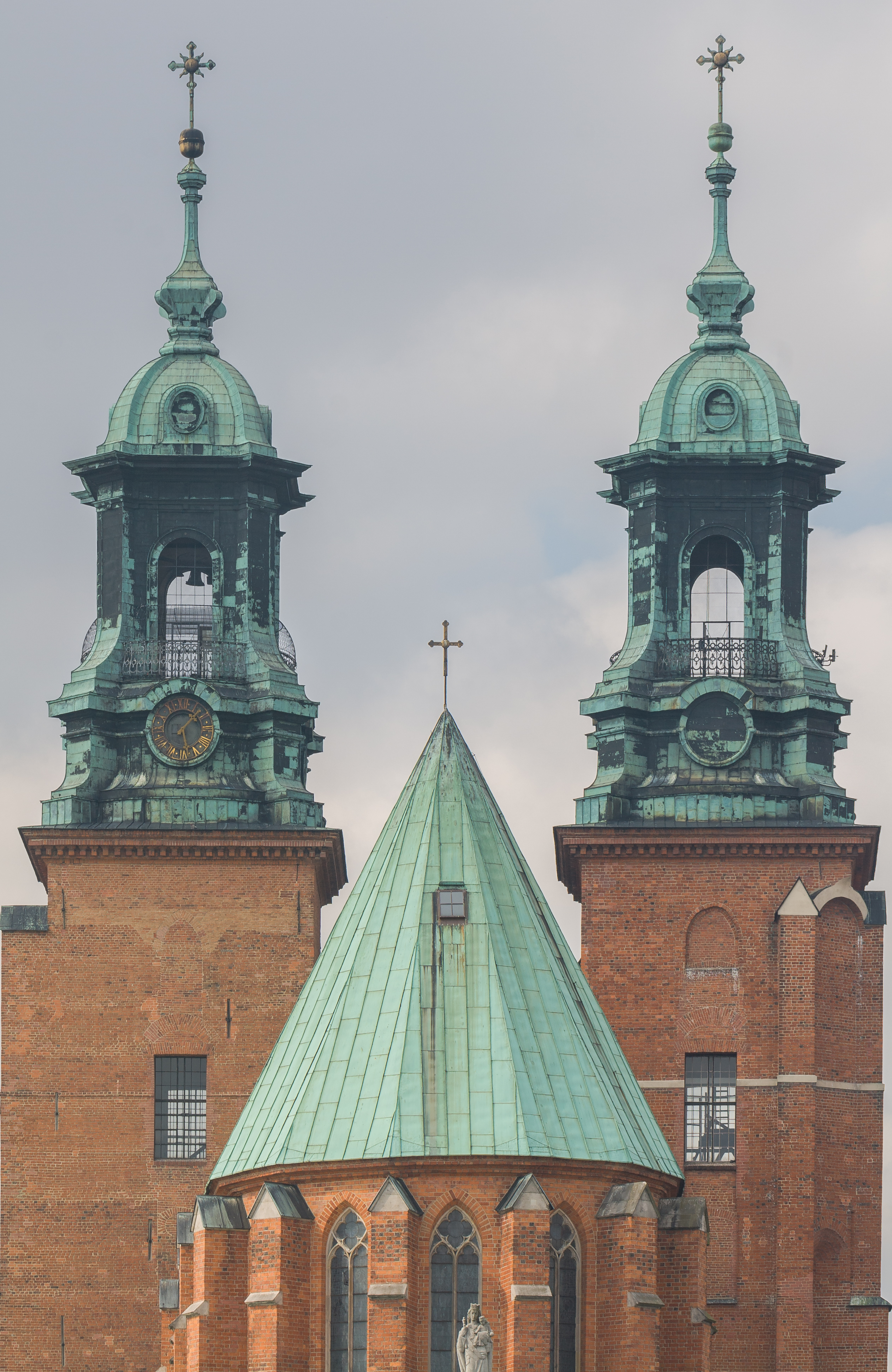
Vista de los campanarios y la cúpula
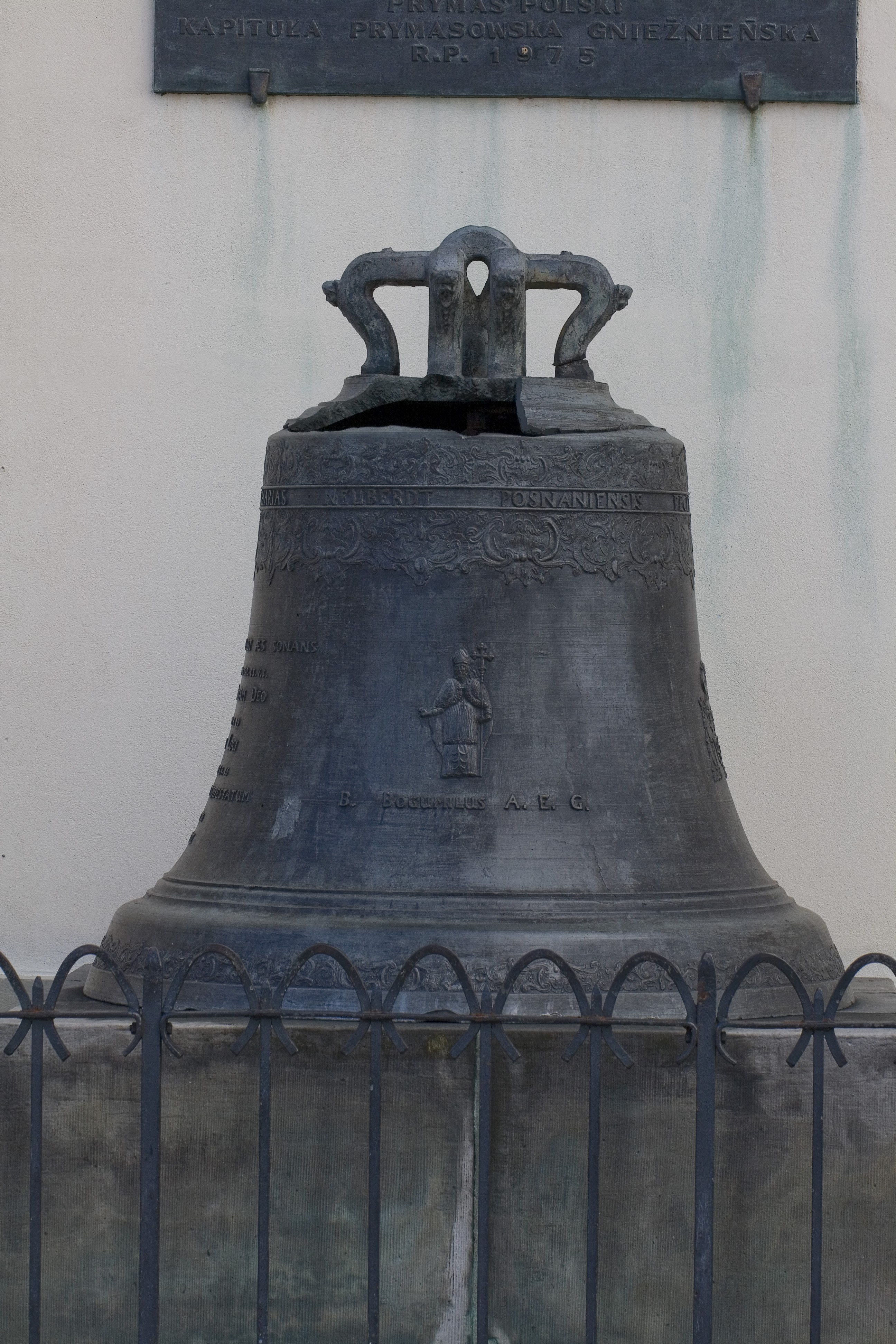
Antigua campana
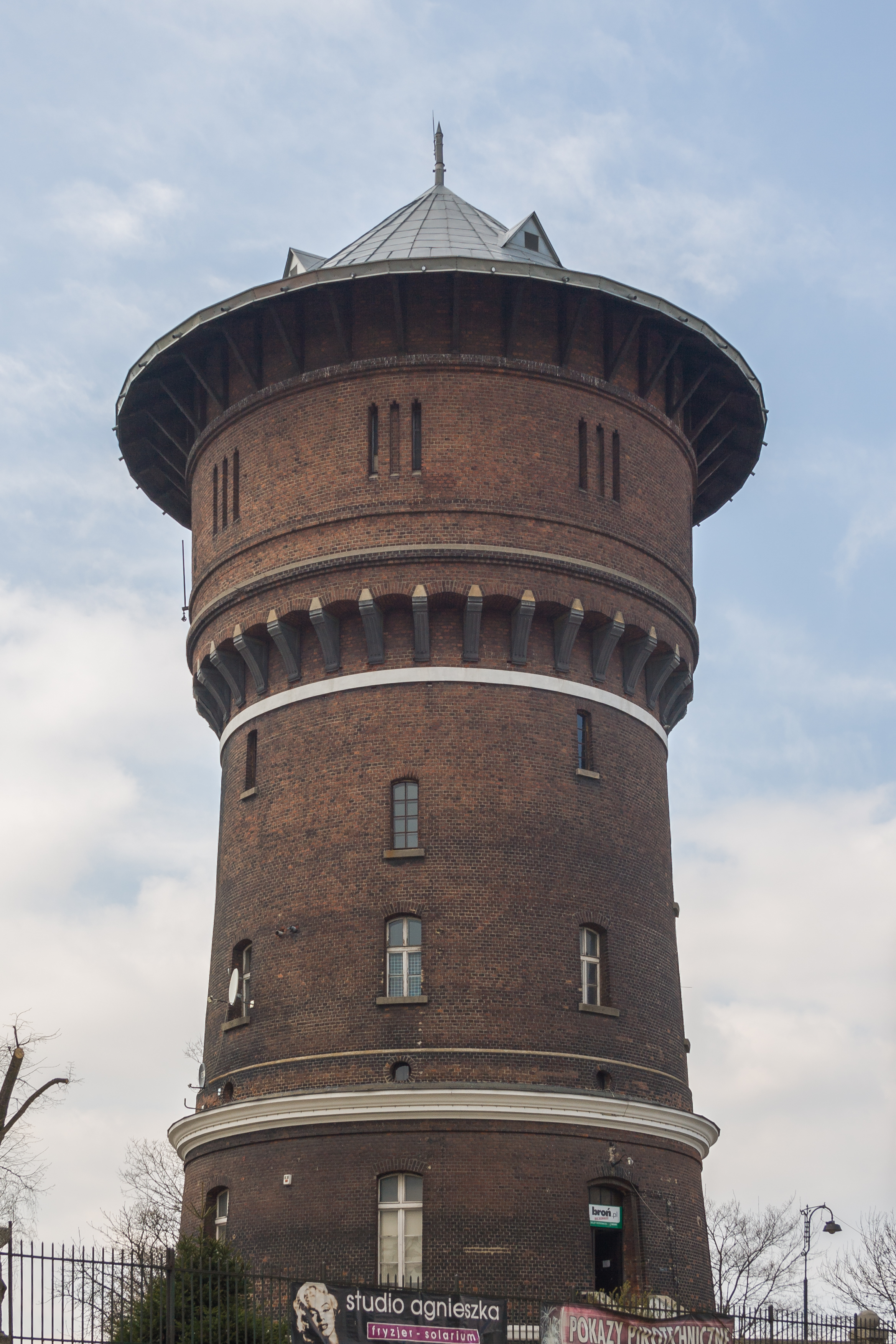
Torre de agua
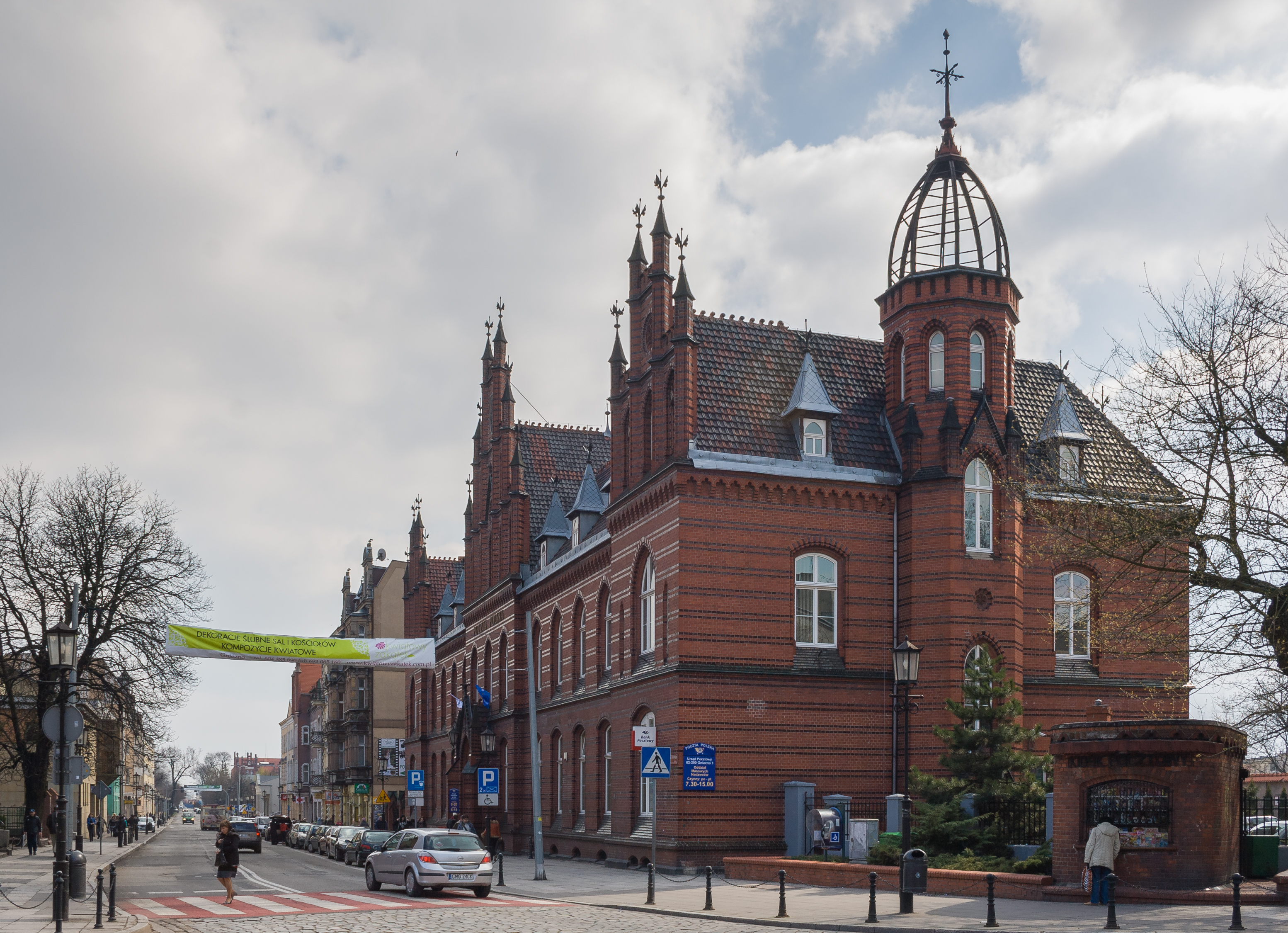
Correos
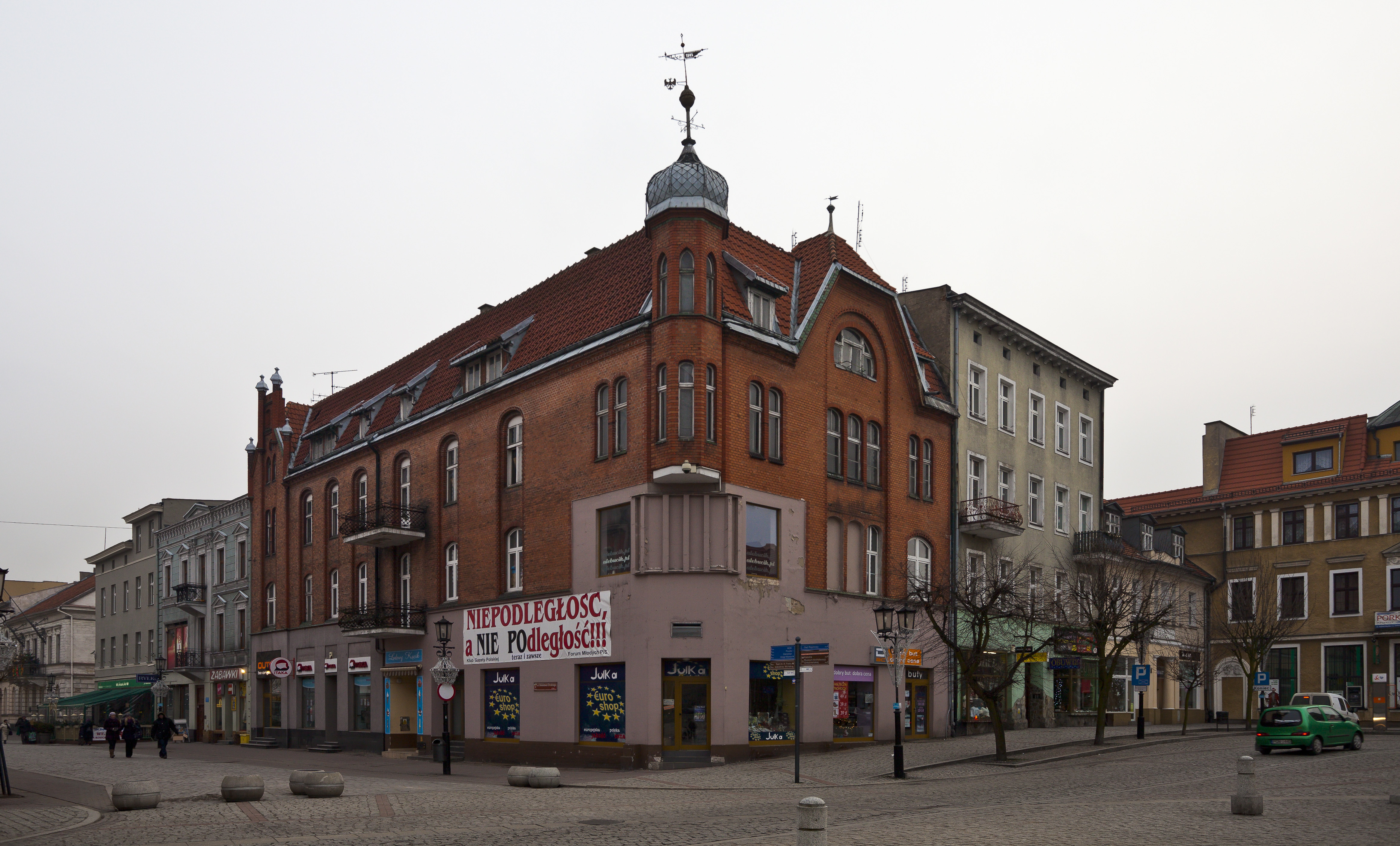
Edificio en la plaza del mercado
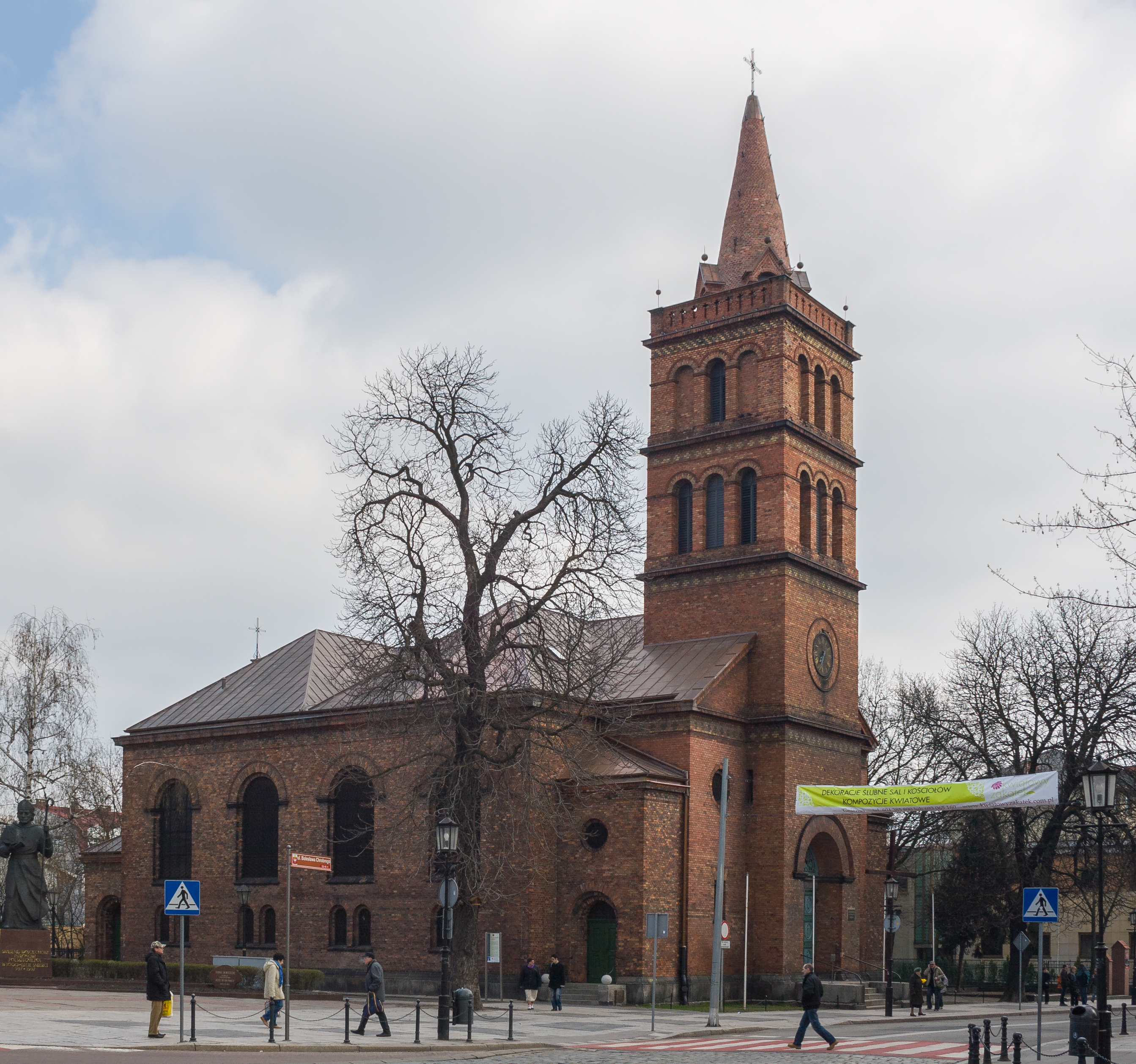
Iglesia de Nuestra Señora Reina de Polonia
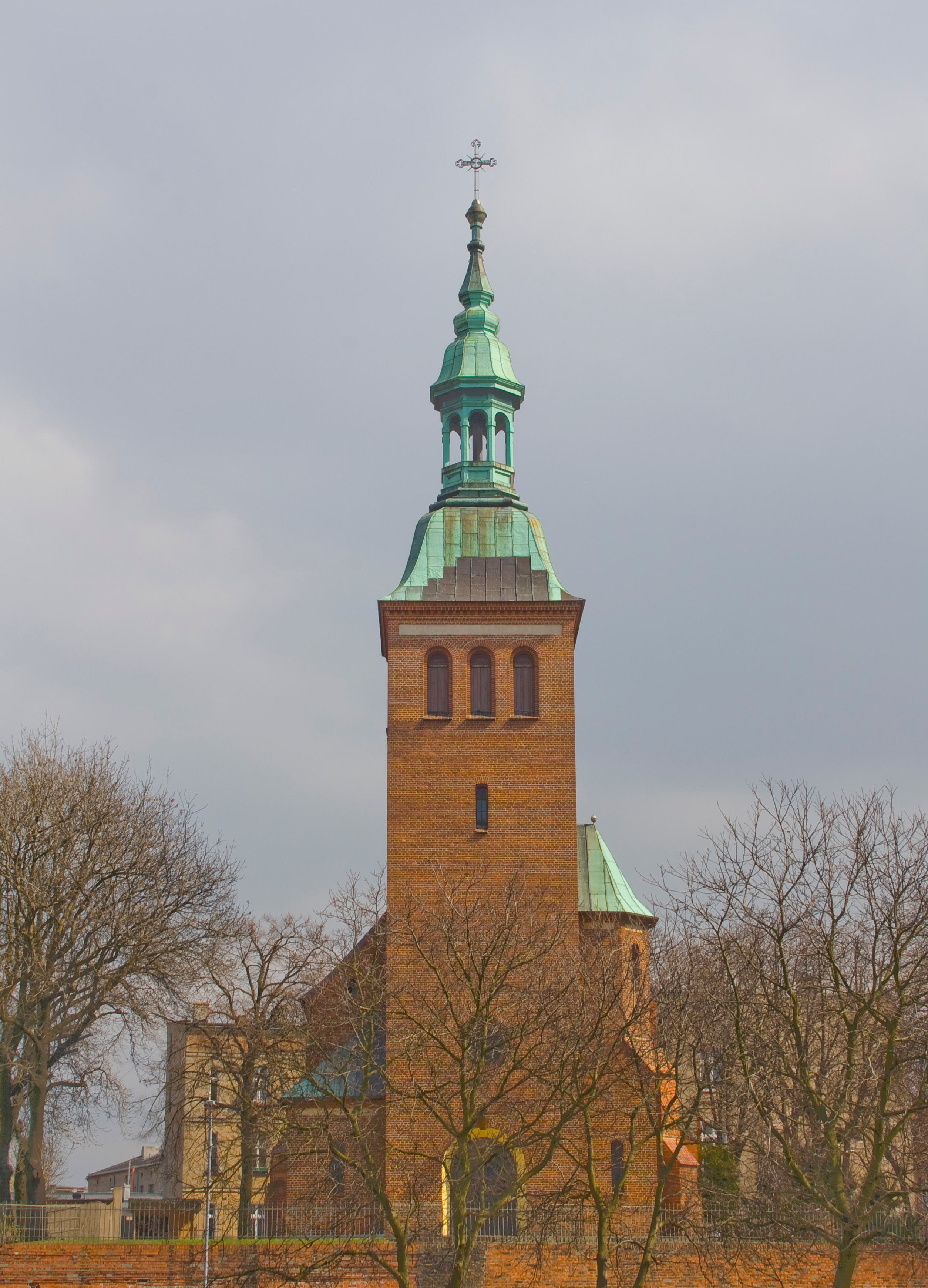
Iglesia de San Miguel Arcángel
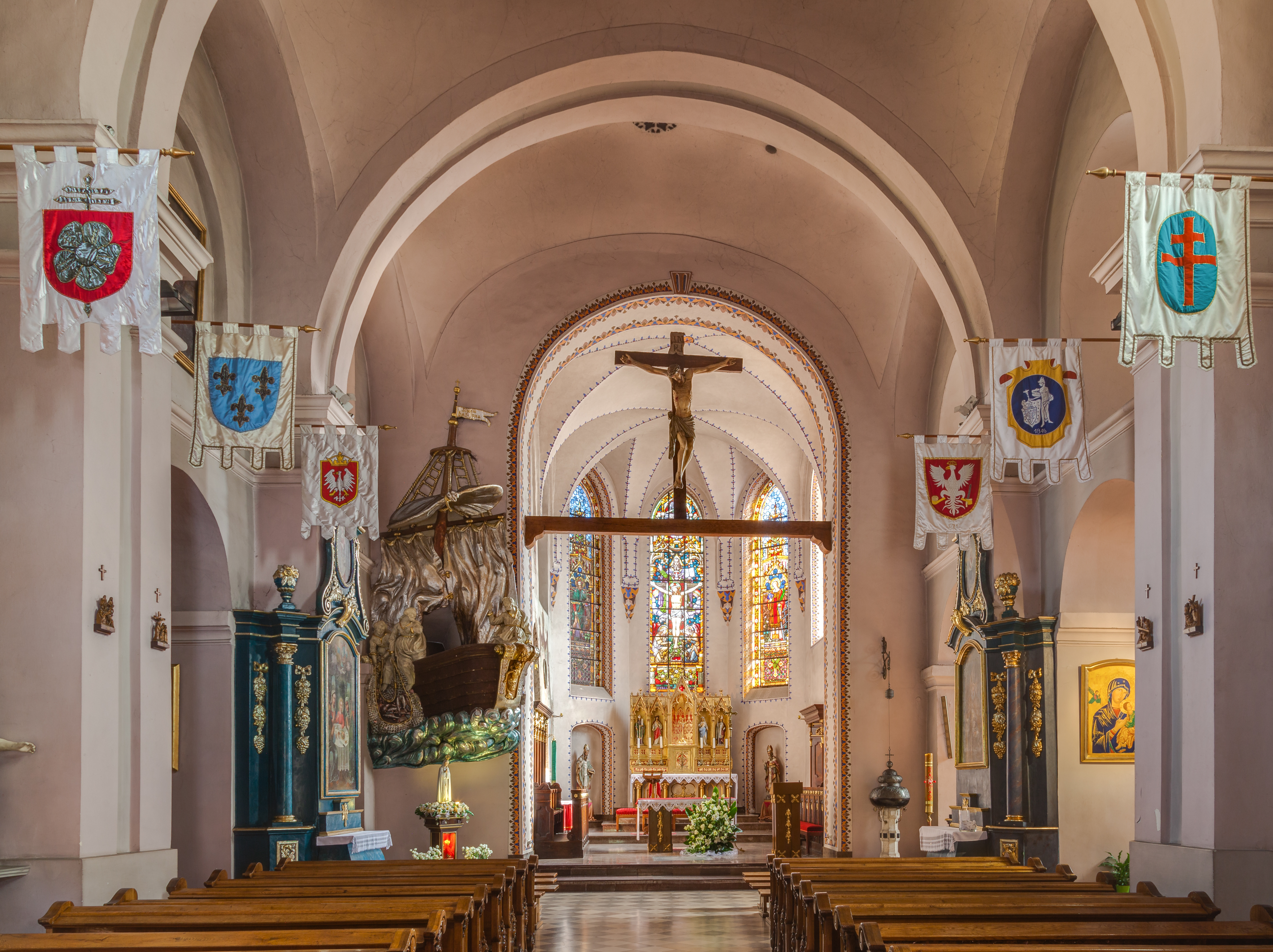
Iglesia de la Sagrada Trinidad
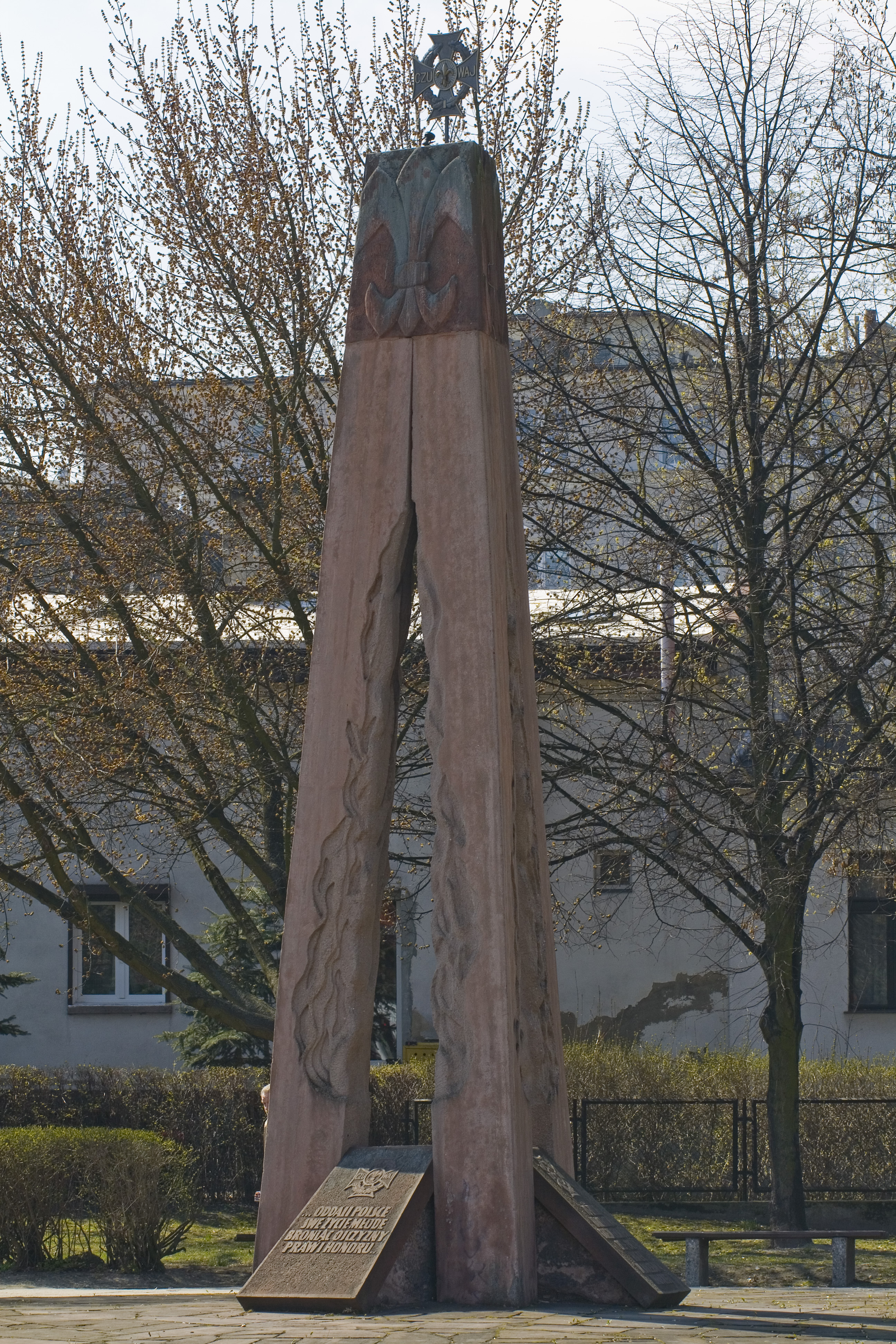
Monumento a los caídos